# Matěj Hybš
Matěj Hybš (ur. 3 stycznia 1993 w Pradze) – czeski piłkarz występujący na pozycji lewego obrońcy w klubie Bohemians 1905. Były reprezentant Czech w kategoriach wiekowych od lat 16. do lat 21.
Wychowanek SK Nižbor, SK Hořovice i Sparty Praga. W seniorskiej karierze grał w Sparcie Praga, Vysočinie Igława, FK Jabloncu i Slovanie Liberec, Viktorii Pilzno.